# NGC 2075
NGC 2075 est un amas ouvert associé à une nébuleuse en émission. NGC 2075 est situé dans la constellation de la Table. Il a été découvert par l'astronome britannique John Herschel en 1834.
NGC 2075 est une source radio à spectre continu (Flat-Spectrum Radio Source).